# Cypriotisch voetbalkampioenschap 1988/89
In 1988/89 werd het 51e Cypriotische voetbalkampioenschap gespeeld. AC Omonia won de competitie voor 16e keer.

## Stadions
| Club        | Venue                       |
| ----------- | --------------------------- |
| AEL         | Tsirion Stadium             |
| Anorthosis  | Antonis Papadopoulosstadion |
| APOEL       | Makariostadion              |
| Apollon     | Tsirion Stadium             |
| APOP        | Pafiako Stadium             |
| Aris        | Tsirion Stadium             |
| Ethnikos    | Dasaki Stadium              |
| Enosis      | Paralimni Municipal Stadium |
| EPA         | GSZ Stadion                 |
| Keravnos    | Keravnos Strovolou Stadium  |
| Nea Salamis | Antonis Papadopoulosstadion |
| Olympiakos  | GSP Stadion                 |
| Omonia Ar.  | Aradippou Municipal Stadium |
| Omonia      | Makariostadion              |
| Pezoporikos | GSZ Stadion                 |

## Stand
| Pos | Team                  | Wed | W  | G  | V  | Ptn | DV | DT | +/− | Kwalificatie of degradatie                            |
| --- | --------------------- | --- | -- | -- | -- | --- | -- | -- | --- | ----------------------------------------------------- |
| 1   | Omonia (C)            | 28  | 17 | 9  | 2  | 43  | 60 | 22 | +38 | Gekwalificeerd voor Eerste ronde Europacup I 1989/90  |
| 2   | Apollon               | 28  | 15 | 10 | 3  | 40  | 61 | 26 | +35 | Gekwalificeerd voor Eerste ronde UEFA Cup 1989/90     |
| 3   | APOEL                 | 28  | 15 | 4  | 9  | 34  | 48 | 38 | +10 |                                                       |
| 4   | Nea Salamis           | 28  | 11 | 11 | 6  | 33  | 51 | 35 | +16 |                                                       |
| 5   | AEL                   | 28  | 10 | 10 | 8  | 30  | 50 | 40 | +10 | Gekwalificeerd voor Eerste ronde Europacup II 1989/90 |
| 6   | Anorthosis            | 28  | 10 | 10 | 8  | 30  | 31 | 31 | 0   |                                                       |
| 7   | Pezoporikos           | 28  | 7  | 14 | 7  | 28  | 35 | 34 | +1  |                                                       |
| 8   | APOP                  | 28  | 9  | 10 | 9  | 28  | 36 | 40 | −4  |                                                       |
| 9   | Olympiakos            | 28  | 7  | 13 | 8  | 27  | 43 | 42 | +1  |                                                       |
| 10  | Ethnikos              | 28  | 10 | 7  | 11 | 27  | 34 | 43 | −9  |                                                       |
| 11  | Enosis Neon Paralimni | 28  | 7  | 13 | 8  | 27  | 35 | 47 | −12 |                                                       |
| 12  | Aris                  | 28  | 8  | 10 | 10 | 26  | 42 | 39 | +3  |                                                       |
| 13  | EPA (R)               | 28  | 6  | 9  | 13 | 21  | 32 | 41 | −9  | Degradatie naar B' Kategoria 1989/90                  |
| 14  | Keravnos (R)          | 28  | 6  | 9  | 13 | 21  | 27 | 39 | −12 | Degradatie naar B' Kategoria 1989/90                  |
| 15  | Omonia Ar. (R)        | 28  | 1  | 3  | 24 | 5   | 13 | 81 | −68 | Degradatie naar B' Kategoria 1989/90                  |

## Resultaten
| Thuis \ Uit | AEL | ANR | APN | APL | APP | ARS | ETH | ENP | EPA | KRN | NSL | OLI | OMA | OMN | POL |
| ----------- | --- | --- | --- | --- | --- | --- | --- | --- | --- | --- | --- | --- | --- | --- | --- |
| AEL         |     | 0–1 | 1–0 | 2–0 | 1–3 | 2–2 | 4–2 | 5–1 | 3–1 | 4–2 | 1–1 | 0–2 | 8–0 | 1–3 | 1–1 |
| Anorthosis  | 2–0 |     | 2–3 | 0–0 | 0–0 | 0–0 | 4–1 | 1–0 | 2–1 | 1–0 | 1–0 | 1–1 | 4–1 | 1–1 | 1–1 |
| APOEL       | 2–0 | 3–0 |     | 0–0 | 0–1 | 3–2 | 4–2 | 1–1 | 0–0 | 3–0 | 1–1 | 4–3 | 4–0 | 0–5 | 3–1 |
| Apollon     | 1–2 | 1–0 | 4–2 |     | 4–2 | 0–0 | 4–0 | 4–1 | 2–1 | 2–2 | 2–2 | 2–1 | 9–1 | 2–2 | 2–1 |
| APOP        | 1–1 | 3–2 | 0–2 | 0–0 |     | 3–3 | 1–1 | 4–1 | 2–1 | 2–1 | 1–1 | 1–1 | 1–1 | 0–0 | 2–0 |
| Aris        | 1–1 | 4–0 | 1–0 | 0–1 | 1–2 |     | 1–2 | 3–3 | 5–2 | 2–0 | 1–0 | 2–1 | 2–0 | 1–3 | 1–4 |
| Ethnikos    | 0–2 | 0–0 | 4–2 | 1–3 | 1–0 | 1–1 |     | 1–0 | 0–0 | 1–0 | 1–3 | 3–1 | 0–2 | 0–1 | 1–1 |
| ENP         | 0–0 | 1–0 | 2–1 | 1–0 | 3–1 | 0–0 | 2–2 |     | 2–2 | 0–0 | 2–2 | 2–1 | 0–0 | 1–1 | 2–2 |
| EPA         | 3–3 | 1–2 | 1–2 | 0–2 | 2–0 | 3–1 | 0–1 | 0–1 |     | 0–0 | 1–2 | 0–0 | 1–0 | 1–5 | 2–2 |
| Keravnos    | 0–0 | 1–1 | 0–2 | 0–1 | 2–1 | 1–1 | 1–3 | 7–2 | 1–1 |     | 3–2 | 2–2 | 1–0 | 0–2 | 0–0 |
| Nea Salamis | 4–2 | 2–0 | 4–0 | 1–3 | 4–1 | 1–0 | 1–0 | 1–1 | 1–1 | 2–0 |     | 1–2 | 5–0 | 1–1 | 2–2 |
| Olympiakos  | 2–2 | 3–1 | 0–1 | 1–1 | 4–2 | 3–2 | 2–2 | 2–2 | 0–3 | 2–0 | 4–4 |     | 0–0 | 0–1 | 1–1 |
| Omonia Ar.  | 0–1 | 0–1 | 2–4 | 1–9 | 1–2 | 0–3 | 0–2 | 1–2 | 1–2 | 0–2 | 0–1 | 0–2 |     | 1–7 | 0–1 |
| Omonia      | 3–1 | 2–2 | 0–1 | 1–1 | 0–0 | 2–1 | 2–0 | 3–2 | 1–0 | 2–0 | 4–2 | 0–0 | 5–0 |     | 2–3 |
| Pezoporikos | 2–2 | 1–1 | 1–0 | 1–1 | 2–0 | 1–1 | 1–2 | 2–0 | 0–2 | 0–1 | 0–0 | 2–2 | 2–1 | 0–1 |     |

## Topscores
| Rank | Spelers      | Club        | Doelpunten |
| ---- | ------------ | ----------- | ---------- |
| 1    | Nigel McNeal | Nea Salamis | 19         |

## Kampioen
| 1988/89                        |
| Cyprus                         |
| ------------------------------ |
| AC Omonia Kampioen (16° titel) |

1934/35 · 1935/36 · 1936/37 · 1937/38 · 1938/39 · 1939/40 · 1940/41 · 1941/42 · 1942/43 · 1943/44 ·  1944/45 · 1945/46 · 1946/47 · 1947/48 · 1948/49 · 1949/50 · 1950/51 · 1951/52 · 1952/53 · 1953/54 · 1954/55 · 1955/56 · 1956/57 · 1957/58 · 1958/59 ·  1959/60 · 1960/61 · 1961/62 · 1962/63 · 1963/64 · 1964/65 · 1965/66 · 1966/67 · 1967/68 · 1968/69 · 1969/70 · 1970/71 · 1971/72 · 1972/73 · 1973/74 · 1974/75 · 1975/76 · 1976/77 · 1977/78 · 1978/79 · 1979/80 · 1980/81 · 1981/82 · 1982/83 · 1983/84 · 1984/85 · 1985/86 · 1986/87 · 1987/88 · 1988/89 · 1989/90 · 1990/91 · 1991/92 · 1992/93 · 1993/94 · 1994/95 · 1995/96 · 1996/97 · 1997/98 · 1998/99 · 1999/00 · 2000/01 · 2001/02 · 2002/03 · 2003/04 · 2004/05 · 2005/06 · 2006/07 · 2007/08 · 2008/09 · 2009/10 · 2010/11 · 2011/12 · 2012/13 · 2013/14 · 2014/15 · 2015/16 · 2016/17 · 2017/18 · 2018/19 · 2019/20 · 2020/21 · 2021/22